# ダンジョンズ&ドラゴンズ ミニチュアゲーム
ダンジョンズ&ドラゴンズ ミニチュアゲーム (Dungeons & Dragons Miniatures Game)とは、アメリカのゲーム会社であるウィザーズ・オブ・ザ・コースト社が2003年7月より発売していたミニチュアゲームのシリーズである。『DDM』と略されることもある。
同社が販売しているテーブルトークRPG『ダンジョンズ&ドラゴンズ』(以下、D&Dと略) を原作とし、D&Dに出てくるキャラクタークラスやモンスターをミニチュアとしている。また、D&Dの小説に出てくる固有のキャラクターのミニチュアもある。

## ミニチュアの概要
ミニチュアの材質はプラスチック製で、彩色形成済みのミニチュアである。「箱の中にいくつかのミニチュアがランダムに入っており、購入して開封するまで何が入手するのかわからない」という、トレーディングフィギュア（コレクタブルミニチュア）と呼ばれる販売形態をもっている。箱の中にはミニチュアと同時に、そのミニチュアの能力を書き写したデータカードが同梱しており、このカードを見ながらミニチュアを動かしてゲームをすることとなる。ミニチュアごとにレアリティ（入手確率）が決められており、入手しやすいミニチュアもあれば希少なミニチュアもある。これはトレーディングカードや食玩フィギュアと同じである。
2009年に全ての展開を終了し、日本語でのサポートも終了しているが、一部ゲームショップでは開封済みのミニチュア単体を購入することもできる。

## ゲームの概要
ゲームとしては、2人から4人のプレイヤーがそれぞれミニチュアによるウォーバンド（数人規模の小規模な部隊）を構成して、ウォーバンド同士で戦闘を行うという対戦型のウォー・シミュレーションゲームである。(このような小規模の部隊同士の戦闘を扱うゲーム形態のことをダンジョンズ&ドラゴンズ ミニチュアゲームにおいては「スカーミッシュ」と呼んでいる。
全てのミニチュアは「秩序にして善」「秩序にして悪」「混沌にして善」「混沌にして悪」の4つの属性のいずれかに属するようになっている。プレイヤーがウォーバンドを作るときは、どれか一つの属性からしかミニチュアを選択することはできない (どの属性を選ぶかはプレイヤーの任意で決定できる)。また、ミニチュアにはそれぞれ固有の「コスト」と呼ばれる数値をもっており、ウォーバンドを作るときはコストの合計が100点以内になるようにミニチュアを選択しなくてはならない。
ゲームを行う際は、1インチの四角形のマス（スクエア）が敷き詰められた専用のゲームマットを使用する。距離はマスで判断するためにメジャーなどは使用しない。この1インチスクエアはゲーム内世界での5フィートを表す。このゲームマットはミニチュアゲームのスタートセットに同梱されているが、(第三版以降の）D&Dで使用するダンジョンタイルやスクエアシートも代用できる。このマットの両端の角を起点に向かい合うように各陣営のミニチュアを配置し、各プレイヤーが交互にミニチュアを動かすことでゲームが進行する。自分のミニチュアの攻撃範囲内に敵のミニチュアがいれば、敵のミニチュアに攻撃をしかけることができ、敵のミニチュアのヒットポイントを0にすればそのミニチュアを倒したことになる。攻撃が命中するかどうかの命中判定は20面体サイコロを振ることによって行われる。最終的に自分のウォーバンドの合計コスト以上の敵ミニチュアを倒すか盤外に押し出すことができれば、そのプレイヤーが勝利者となる。
このゲームのルールはD&Dの戦闘ルールを簡略化したものでもある。データカードに書かれている能力もD&Dのキャラクターデータと似たフォーマットが使用されている。
設定上のキャラクターやモンスターのサイズによってミニチュアのサイズも変わる。サイズはゲームデータとも直結しており、小型(Small)、中型(Medium)、大型(Large)、超大型(Huge）巨大(Gargantuan）超巨大(Colossal)の6サイズにわかれている。サイズはミニチュアの台座（ベース）の大きさと対応している。小型サイズは台座がスクエア1個分よりも少し小さなサイズとなっており、中型サイズはスクエア1個分と同じ大きさになっている。大型の台座はスクエア4個分（縦2個×横2個）と同じ大きさで、超大型はスクエア9個（3×3）、巨大はスクエア16個（4×4）、超巨大はスクエア25個（5×5）である。このため、ゲーム中は人形の大きさをいちいち意識しなくても台座が何個のスクエアを占めているかさえみればサイズがすぐにわかるようになっている。
なお、超大型以上の大きさのミニチュアは、特定のセットやアイコンズでしか手に入らないようになっている。（詳細は後述）

## テーブルトークRPGのアクセサリとして
ダンジョンズ&ドラゴンズ ミニチュアゲームで使われるミニチュアは、テーブルトークRPGとしてのD&Dで使用できるようになっている。ウィザーズ・オブ・ザ・コーストが発売している第3版以降のD&Dはミニチュアとスクエアシートの使用がゲームプレイにほぼ必須となっていて、ゲームをプレイする場合はかならず何らかの「コマ」が必要になる。コマはミニチュアでなくても、チェスの駒でも将棋の駒でも消しゴムのかけらでも何でもいいのではあるが、臨場感を出すためにもダンジョンズ&ドラゴンズ ミニチュアゲームのミニチュアが使用することが多い。
なお、ミニチュアの能力はデータカードに記入されているため、ミニチュア本体に能力値などが印刷されているわけではない。つまり、ミニチュア自体はゲーム的な数値が書かれていない「ただの人形」である。（ただし、台座の裏面にはコストと属性が記載されている）
そのため、ダンジョンズ&ドラゴンズに限らず、あらゆるテーブルトークRPGの「ゲームのコマ」として違和感なく使用することができる。

## 日本での販売
日本では2003年以降のD&D翻訳元であるホビージャパン社が、ダンジョンズ&ドラゴンズ ミニチュアゲームの輸入販売を担当している。輸入販売なためデータカードなどは和訳されていないのだが、ゲームルールのマニュアルとデータカードの和訳がホビージャパンの公式サイトで入手できる。

## 発表されたシリーズ
シリーズは「セット」と「アイコンズ」に分かれている。「セット」はいわゆる複数のフィギュアが箱売りされている通常のシリーズであり、「アイコンズ」は巨大サイズ以上のフィギュアを1個だけで販売するシリーズである。「アイコンズ」はセットと違い中身はランダムではない。

### セット
セットで販売されたスリーズは、「スターターパック」と「ブースターパック」に分かれている。スターターパックはルールブックなどが同梱されており、ブースターパックはミニチュアとデータカードのみである。また、レアリティの希少価値が高いミニチュアはブースターパックでしか手に入らないものが多い。
セットの中には通常は小型サイズから大型サイズまでのミニチュアが入っている。超大型サイズのミニチュアは一部セットにしか混入していない。
ハービンジャー (Harbinger)
最初のセット。2003年9月発売。全80種類。
ドラゴンアイ (Dragoneye)
2番目のセット。2003年12月発売。全60種類。ドラゴン類をテーマにしているセットなため、ドラゴン関係のミニチュアが多くリリースされた。
アークフィーンド (Archfiends)
3番目のセット。2004年3月発売。全60種類。デーモンやデヴィルといった魔界の悪魔たちがテーマ。ドリッズド(小説「アイスウィンドサーガ」「ダークエルフ物語」の主人公）などのドラウエルフ(闇のエルフ）もリリースされた。
ジャイアント・オブ・レジェンド (Giants of Legend)
4番目のセット。2004年6月発売。全72種類。セット名の通り大型の生物がテーマ。12個の超大型サイズのミニチュアがリリースされた
アベレーション (Aberrations)
5番目のセット。2004年10月発売。全60種類。狂気をテーマにしており、マインドフレイヤーなどの精神を蝕むモンスターがリリースされた。
デスネル (Deathknell)
6番目のセット。2005年3月発売。全60種類。ビホルダーがリリースされた。
エンジェルファイアー (Angelfire)
7番目のセット。2005年7月発売。全60種類。上方次元界からの来訪者、いわゆる「天使」たちをテーマにしている。
アンダーダーク (Underdark)
8番目のセット。2005年11月発売。全60種類。アンダーダークをテーマにしている。
ウォードラム (War Drums)
9番目のセット。2006年3月発売。全60種類。戦争の兵士たちをテーマにしている。バリスタと言った変り種のミニチュアもリリースされた。D&Dのキャンペーンシナリオ「赤い手は滅びのしるし」に出てくる敵勢力たちがリリースされているのが特徴。
ウォー・オブ・ザ・ドラゴンクイーン (War of the Dragon Queen)
10番目のセット。2006年7月発売。全60種類。悪のドラゴン女神ティアマトーとその眷属たちをテーマにしている。D&Dのキャンペーンシナリオ「赤い手は滅びのしるし」に出てくる敵勢力たちがリリースされているのが特徴。12個の超大型サイズのミニチュアがリリースされた
ブラッド・ウォー (Blood War)
11番目のセット。2006年11月発売。全60種類。異次元のデーモンとデヴィルの大戦争「流血戦争」をテーマにしている。
アンハロウ (Unhallowed)
12番目のセット。2007年3月発売。全60種類。「不浄」をテーマにアンデッドモンスターなどを多数リリース。
ナイトビロウ (Night Below)
13番目のセット。2007年7月発売。全60種類。ダンジョン内のモンスターたちがテーマ。
デザート・オヴ・デソレイション (Desert of Desolation)
14番目のセット。2007年11月発売。全60種類。荒野のモンスターたちがテーマ。
ダンジョン・オヴ・ドレッド (Dungeons of Dread)
15番目のセット。2008年4月発売　全60種類。このシリーズからTRPGにおける「D&D第4版」に対応したものになっている。

### アイコンズ
Gargantuan Black Dragon
巨大サイズのブラックドラゴン。2006年8月発売。
Colossal Red Dragon
超巨大サイズのレッドドラゴン。2006年9月発売
Gargantuan Blue Dragon
巨大サイズのブルードラゴン。2007年7月発売
Legend of Drizzt Scenario Pack
巨大サイズのホワイトドラゴンと、『アイスウィンドサーガ』『ダークエルフ物語』などのフォーゴトン・レルムを舞台にしたD&Dの小説の登場キャラクター3人のミニチュアをセットにしたもの。